# Cum Religiosi Aeque
Cum Religiosi Aeque é uma encíclica do Papa Bento XIV, de 26 de junho de 1754, na qual o Pontífice exorta Arcebispos, Bispos e Párocos a intensificar sua ação pastoral para que o ensino e a aprendizagem da doutrina cristã se difundam.

## Fonte
- Tutte le encicliche e i principali documenti pontifici emanati dal 1740. 250 anni di storia visti dalla Santa Sede, editado por Ugo Bellocci. Vol. I: Benedetto XIV (1740-1758), Libreria Editrice Vaticana, Città del Vaticano 1993